# Hippocampus reidi
Hippocampus reidi е вид морско конче от семейство иглови (Syngnathidae).

## Разпространение и местообитание
Този вид е разпространен в Барбадос, Бахамски острови, Белиз, Бермудски острови, Бразилия, Венецуела, Гренада, Колумбия, Куба, Панама, САЩ (Северна Каролина и Флорида), Хаити и Ямайка.
Обитава полусолени водоеми, морета и рифове в райони със субтропичен климат. Среща се на дълбочина от 0,9 до 2543 m, при температура на водата от 3,1 до 27,5 °C и соленост 33,3 – 37,1 ‰.